# Сульфат германия(IV)
Сульфат германия(IV) — неорганическое соединение, соль металла германия и серной кислоты с формулой Ge(SO4)2, бесцветные кристаллы, гидролизуются в воде.

## Получение
- Длительное нагревание хлорида германия(IV) с триоксидом серы в запаянной ампуле:

{\displaystyle {\mathsf {GeCl_{4}+4SO_{3}\ {\xrightarrow {160^{o}C}}\ Ge(SO_{4})_{2}+2Cl_{2}+2SO_{2}}}}

## Физические свойства
Сульфат германия(IV) образует бесцветные кристаллы.

## Химические свойства
- Разлагается при нагревании:

{\displaystyle {\mathsf {Ge(SO_{4})_{2}\ {\xrightarrow {200^{o}C}}\ GeO_{2}+2SO_{3}}}}
- Гидролизуется водой:

{\displaystyle {\mathsf {Ge(SO_{4})_{2}+2H_{2}O\ {\xrightarrow {}}\ GeO_{2}+2H_{2}SO_{4}}}}
- Реагирует с щелочами:

{\displaystyle {\mathsf {Ge(SO_{4})_{2}+6NaOH\ {\xrightarrow {}}\ Na_{2}GeO_{3}+2Na_{2}SO_{4}+3H_{2}O}}}